# Конвейер
Конвейер (от английски: convey – придвижвам) е организация на производството и по-точно на изпълнението на отделни операции, при което целият процес се разделя на отделни стадии с цел повишаване на производителността, като се изпълняват едновременно операции върху няколко изделия, преминаващи през различни стадии на изработка. Конвейер се нарича и механическото приспособление за придвижване на изделията между стадиите при такава организация на труда.
Смята се, че месопреработвателната индустрия в Чикаго е една от първите, която използва конвейер в САЩ през 1867 г. Работниците в кланиците стояли на определени места, а система от лостове и скрипци придвижвала животните към всеки и те изпълнявали своята специфична операция по обработката. Примерът на кланиците е използван по-късно от Хенри Форд в неговата Форд Мотър Къмпани.
Важна характеристика на работата на конвейера е нейната непрекъснатост. Тази система превръща процеса на сглобяване на сложни изделия, който преди изисквал висококвалифициран труд, в рутинен, монотонен процес с висока производителност, за който не е необходима висока квалификация.
Примери:
- Конвейер за производство на автомобили;
- Конвейер в консервна фабрика.